# Stoicani, Galați
Stoicani este un sat în comuna Foltești din județul Galați, Moldova, România.